# Uresiphita polygonalis
Uresiphita polygonalis là một loài bướm đêm thuộc họ Crambidae. Nó được tìm thấy ở Thái Bình Dương, bao gồm Hawaii và New Zealand.
Sải cánh dài khoảng 27 mm. Adults range in color from green to red.
Ấu trùng ăn various plants, bao gồm Acacia koa và Sophora chrysophylla in Hawaii.

## Phụ loài
- Uresiphita polygonalis polygonalis
- Uresiphita polygonalis virescens (Butler, 1881) (Hawaii)
- Uresiphita polygonalis maorialis (Felder & Rogenhofer, 1875) (New Zealand)

## Hình ảnh

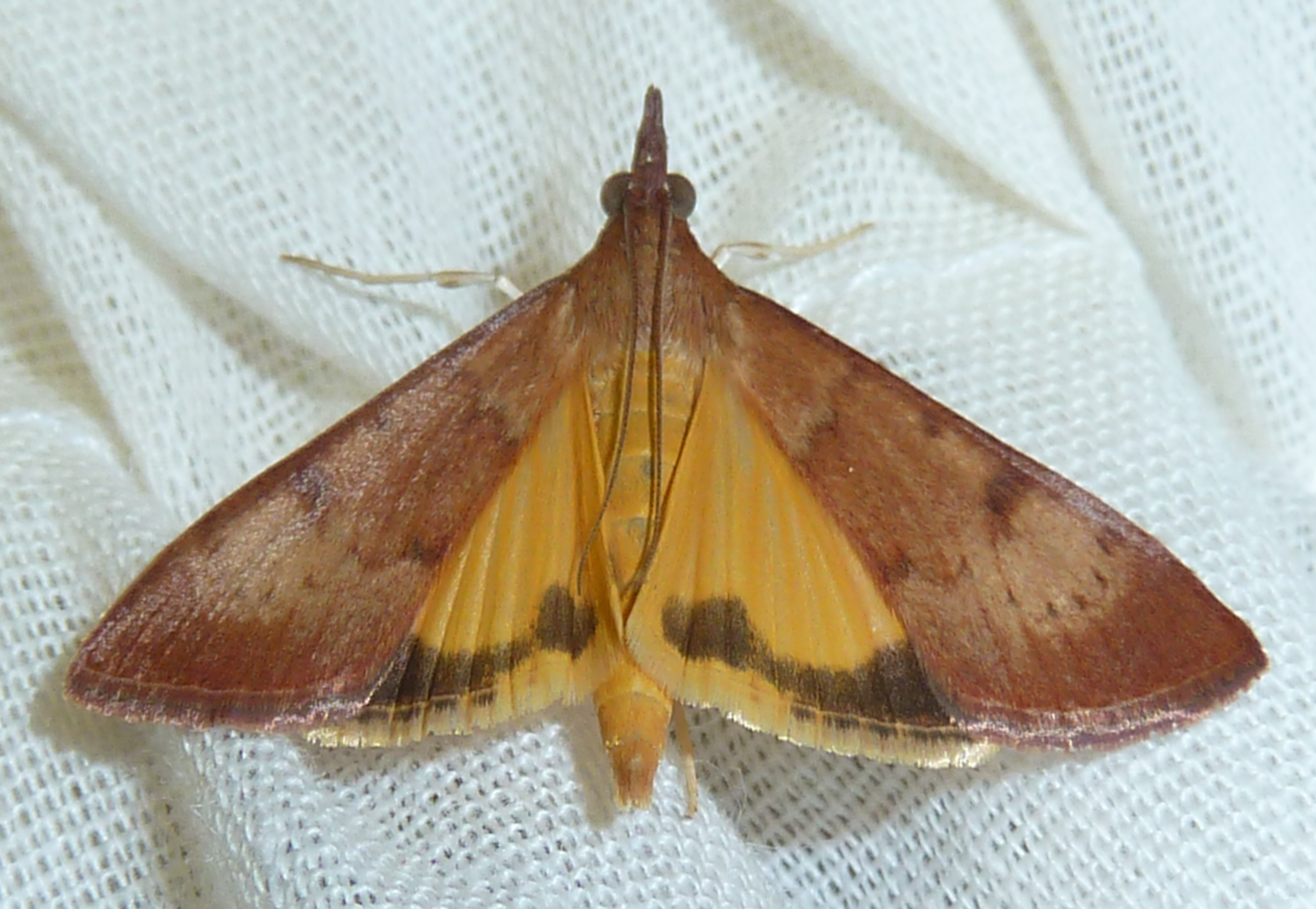